# Монсури
Монсури (на френски: Montsouris) е парк в Париж, столицата на Франция.
Разположен е в квартала Монсури Даро в южния край на града. Паркът е създаден през 1869 година по време на големите градоустройствени промени, проведени от Жорж-Йожен Осман, и е един от четирите големи обществени парка в четирите края на града, наред с Булонския лес, Венсенския лес и парка Бют Шомон.